# Nyctimene minutus
Nyctimene minutus» es una especie de murciélago de la familia Pteropodidae.

## Distribución geográfica
Es endémica de Indonesia.